# Premio Abel
El Premio Abel es un galardón  concedido por el rey de Noruega a un matemático destacado. Se entrega anualmente.
El gobierno noruego creó el Premio Abel en  2002, en el bicentenario del nacimiento del matemático noruego, Niels Henrik Abel, fallecido prematuramente, a los 26 años, de una tuberculosis.
La Academia Noruega de Ciencias y Letras proclama cada año al merecedor del premio Abel, tras una selección hecha por un comité de cinco matemáticos de varios países. La recompensa económica para el premiado es de 770 000 €, semejante a la del Premio Nobel, que no otorga ningún galardón a los matemáticos. El premio pretende dar publicidad a las matemáticas y aumentar su prestigio, especialmente entre los jóvenes.
Sophus Lie fue el primero en proponer la creación del Premio Abel cuando en 1897 se enteró de que Alfred Nobel no tuvo intención de crear un premio de matemática. El rey Oscar II accedió a financiar un premio de matemáticas en honor de Abel y los matemáticos Ludwig Sylow y Carl Størmer diseñaron los estatutos y las normas del premio. Sin embargo, la disolución de la Unión entre Suecia y Noruega en 1905 desbarató el primer intento de crear el Premio Abel.
En abril de 2003 se anunció que Jean Pierre Serre era el primer candidato a ganar el Premio Abel; finalmente, se le otorgó dicho lauro en junio de ese año.

## Criterios de selección
La Academia Noruega de Ciencias y Letras declara el ganador del Premio Abel cada mes de marzo en una conferencia de prensa presidida por el presidente de dicha academia (doctor Ole M. Sejersted) después de una selección efectuada por un comité de cinco matemáticos internacionales. Esta comisión está encabezada actualmente por el Dr. John Rognes. La Unión Matemática Internacional y la Sociedad Matemática Europea son los responsables de nombrar cada 2 años a los miembros del Comité Abel (a excepción del presidente del comité cuya permanencia es fija durante 4 años, dichos integrantes pueden ser renovados sola una vez más, por lo que su presencia se extiende a 4 años a lo sumo). En el 2001 el Gobierno noruego hizo la entrega a la Fundación Abel, de un financiamiento inicial de NOK 200 millones (alrededor de EE. UU. $ 23 millones). La financiación es controlada por una Junta, que se compone de miembros elegidos por la Academia Noruega de Ciencias y Letras y autoridades del Gobierno de Noruega, dicha Junta es presidida por el ministro de Educación de Noruega.
Las Academias de Ciencias, Universidades, Organismos de Investigación, Instituciones Públicas o Privadas y Personalidades científicas de renombre, etc. de todo el mundo, pueden nombrar a un candidato, teniendo como plazo máximo hasta el mes de septiembre del año previo a la elección. A finales de septiembre, la Academia Noruega de Ciencias y Letras empieza a reunirse con los miembros del Comité Abel, la cual sobre la base de sus recomendaciones elige al laureado, (El candidato debe estar vivo al momento de las deliberaciones, sin embargo, si el adjudicatario muere tras ser declarado como el galardonado, recibe el premio a título póstumo) dicha decisión de llevarse a cabo es mantenida en reserva hasta el mes de marzo siguiente en el que es nombrado al ganador. Entre las restricciones para la elegibilidad del premio, se tienen que no pueden ser candidatos los miembros ejecutivos del IMU sino hasta después de tres años de haber cesado en el cargo. El Acto de entrega tiene lugar en el Atrio de la Universidad de Oslo en el mes de mayo del mismo año, en la Ceremonia el Rey de Noruega le hace entrega al homenajeado de una Placa Conmemorativa, una Medalla y un Diploma, ante un auditorio conformado por los integrantes de la Academia de Ciencias y Letras de Noruega, invitados personales del galardonado, autoridades de su país de origen, personalidades académicas, profesores y alumnos, prensa extranjera y público en general .

## Premiados
| Año  | País                       | Nombres                             | Institución                                                                            | Mención |
| ---- | -------------------------- | ----------------------------------- | -------------------------------------------------------------------------------------- | --- |
| 2003 | Francia                    | Jean-Pierre Serre                   | Collège de Francia                                                                     | " por jugar un papel clave en la conformación de la forma moderna de muchas partes de las matemáticas, incluyendo la topología, geometría algebraica y la teoría de números".                                                              |
| 2004 | Reino Unido Estados Unidos | Michael Atiyah Isadore Singer       | Universidad de Edimburgo Instituto Tecnológico de Massachusetts                        | "por su descubrimiento y prueba del teorema del índice, que une la topología, geometría y análisis, y su destacado papel en la construcción de nuevos puentes entre las matemáticas y la física teórica".                                  |
| 2005 | Estados Unidos Hungría     | Peter Lax                           | Instituto Courant de Ciencias Matemáticas de la Universidad de Nueva York              | " por sus contribuciones pioneras a la teoría y aplicación de las ecuaciones diferenciales parciales y en el cálculo de sus soluciones".                                                                                                   |
| 2006 | Suecia                     | Lennart Carleson                    | Real Instituto de Tecnología de Estocolmo                                              | " por sus profundas y determinantes aportaciones al análisis armónico y a la teoría de los sistemas dinámicos continuos". |
| 2007 | India                      | Srinivasa Varadhan                  | Instituto Courant de Ciencias Matemáticas de la Universidad de Nueva York              | " por sus contribuciones fundamentales a la teoría de la probabilidad y en particular para la creación de una teoría unificada de las grandes desviaciones".                                                                               |
| 2008 | Estados Unidos Francia     | John Griggs Thompson Jacques Tits   | Universidad de Florida Collège de Francia                                              | " por sus profundos logros en álgebra y en particular por la formación de la teoría moderna del grupo". |
| 2009 | Rusia Francia              | Mijaíl Leonídovich Grómov           | Institut des hautes études scientifiques                                               | " por sus contribuciones revolucionarias a la geometría". |
| 2010 | Estados Unidos             | John Tate-                          | Universidad de Texas en Austin                                                         | " por su amplio impacto y duradero en la teoría de los números". |
| 2011 | Estados Unidos             | John Milnor                         | Universidad de Stony Brook                                                             | " por sus descubrimientos pioneros en topología, geometría y álgebra". |
| 2012 | Hungría                    | Endre Szemerédi                     | Instituto de Matemáticas Alfréd Rényi de Hungría Universidad Rutgers de Nueva Jersey   | " por sus contribuciones fundamentales a la matemática discreta y la ciencia de la computación teórica, y en reconocimiento del impacto profundo y duradero de estas contribuciones en la teoría aditiva de números y la teoría ergódica". |
| 2013 | Bélgica                    | Pierre Deligne                      | Institute for Advanced Study                                                           | " por sus contribuciones seminales a la geometría algebraica y por su impacto transformador en la teoría de números, teoría de la representación, y otras conexas".                                                                        |
| 2014 | Estados Unidos Rusia       | Yákov Grigórievich Sinai            | Princeton University de Nueva Jersey Landau Institute for Theoretical Physics de Rusia | " por sus contribuciones fundamentales a los sistemas dinámicos, teoría ergódica y física matemática". |
| 2015 | Estados Unidos Canadá      | John Forbes Nash Louis Nirenberg    | Princeton University New York University                                               | " por sus trabajos en ecuaciones diferenciales parciales, una herramienta empleada para describir todo tipo de fenómenos científicos, desde los campos de la termodinámica a la física cuántica".                                          |
| 2016 | Reino Unido                | Andrew Wiles                        | Oxford University                                                                      | " por su impresionante demostración del Último Teorema de Fermat mediante la conjetura de modularidad para las curvas elípticas semiestables, iniciando una nueva era en la teoría de números".                                            |
| 2017 | Francia                    | Yves Meyer                          | Escuela Normal Superior de Cachan                                                      | " por su papel fundamental en el desarrollo de la teoría matemática de las ondículas". |
| 2018 | Canadá                     | Robert Langlands                    | Institute for Advanced Study                                                           | " por su visionario programa que conecta teoría de las representaciones con la teoría de números". |
| 2019 | Estados Unidos             | Karen Uhlenbeck                     | Universidad de Texas en Austin                                                         | " por sus investigaciones con ecuaciones en derivadas parciales de las formas del espacio en varias dimensiones". |
| 2020 | Estados Unidos Israel      | Hillel Furstenberg Grigory Margulis | Hebrew University of Jerusalem Yale University                                         | "Por ser pioneros en el uso de métodos de probabilidad y dinámica en teoría de grupos, teoría de números y combinatoria" |
| 2021 | Hungría Israel             | Laszló Lovász Avi Wigderson         | Universidad Eötvös Loránd Institute for Advanced Study                                 | "Por sus contribuciones fundamentales a la informática teórica y las matemáticas discretas, y su papel principal en darles forma en los campos centrales de las matemáticas modernas".                                                     |
| 2022 | Estados Unidos             | Dennis Sullivan                     | Universidad de Stony Brook CUNY Graduate Center                                        | "Por sus innovadoras contribuciones a la topología en el más amplio sentido, particularmente en aspectos algebraicos, geométricos y dinámicos".                                                                                            |
| 2023 | Argentina                  | Luis Caffarelli                     | Universidad de Texas en Austin                                                         | "Por sus contribuciones fundamentales a la teoría de la regularidad de las ecuaciones no lineales en derivadas parciales, incluyendo los problemas de bordes libres y la ecuación de Monge-Ampère".                                        |
| 2024 | Francia                    | Michel Talagrand                    | Centre National de la Recherche Scientifique                                           | "Por sus innovadoras contribuciones a la teoría de la probabilidad y el análisis funcional, con destacadas aplicaciones en física matemática y estadística".                                                                               |
| 2025 | Japón                      | Masaki Kashiwara                    | Universidad de Kioto                                                                   | "Por sus contribuciones fundamentales al análisis algebraico y la teoría de la representación, en particular el desarrollo de la teoría de los módulos D y el descubrimiento de las bases cristalinas".                                    |